# 我要成為世界最強偶像
《我要成為世界最強偶像》，簡稱「世界強」，是由ESE原作、夏木清人負責作畫的格鬥運動題材日本漫畫，並以「新鮮的女子摔角漫畫」向外作介紹。故事描寫主角從國民頂尖偶像轉向成為女子摔角選手的成長心路歷程和在摔角場上的活躍，2011年起在Earth Star Entertainment的月刊漫畫雜誌《Comic Earth Star》創刊號（2011年4月號）連載，至2014年1月號完結，單行本全5冊。此外，原作者在單行本第5冊的後記表示第1章完結，目前正在構思第2章。
2011年10月與同雜誌連載的另一部漫畫《東京自行車少女。》的單行本第1冊同步發行後，同時發行附贈廣播劇CD的限定版，因此引發話題。還有，原作者也在單行本第1冊書腰主動先行預告「電視動畫化正在企劃進行中！」。
2012年4月單行本第2冊發行之後，原作者又在書腰主動先行預告「電視動畫化企劃著落與進行中！」，雖然製作人員等詳細情報尚未公開，不過已經表示決定製作同名電視動畫。

## 故事簡介
國民偶像團體「Sweet Diva」人氣各霸一方的萩原櫻和宮澤惠怜奈，不僅是對手，也是惺惺相惜的夥伴。有一天，惠怜奈在節目中被「BERSERK」（狂戰士）的職業女子摔角手風間璃緒挑釁、遭受摔角技攻擊而受傷。為了幫惠怜奈報仇，櫻決定下戰帖、以職業摔角決勝負……。最終，小櫻證明了自己是一個有潛力的天生運動員，並成為偶像團體的一員。

## 登場人物
萩原櫻（配音：豐崎愛生／竹達彩奈）
國民人氣偶像團體「Sweet Diva」的主唱與創設時的成員，在過去4年的「國民投票」都獲得第一名的頂尖偶像。
因奇妙遭遇，開始向女子職業摔角發起挑戰而加入BERSERK。
宮澤惠怜奈（配音：日笠陽子／阿澄佳奈）
國民人氣偶像團體「Sweet Diva」的第二主唱。總是與櫻競爭「Sweet Diva」一、二名位置的頂尖偶像。
在成員中，對櫻抱有很強的競爭意識。在櫻加入BERSERK一星期後也投入女子職業摔角。
豐田美咲（配音：鳴海杏子／同左）
職業女子摔角團體「BERSERK」的當家職業摔角選手。
本身象徵日本摔角的代表之一，是一位無法被模仿的存在。
對櫻而言，她猶同櫻的師父。
風間璃緒（配音：田中理惠／戶松遙）
職業女子摔角團體「BERSERK」的摔跤選手。櫻首次剛出道之前首次對戰的對手。
因禁慾的性格，擁有「褐色的瓦爾基里」此一別名。
鈴元千夏（配音：伊藤靜／三森鈴子）
職業女子摔角團體「BERSERK」的摔角選手。櫻首次剛出道前對戰的對手，進入摔角界第二年的摔角手。
對櫻而言，她猶同櫻的師姐。
推土機山本（配音：三石琴乃／高垣彩陽）
「兇惡同盟」的首領。
西原涼（配音：生天目仁美／角川早織）
BERSERK的女教練。
豬場精一（配音：－／立木文彥）
BERSERK的社長，原本也是摔角選手。
福岡萌（配音：－／金元壽子）
第9話加入BERSERK的新人，15歲，高中一年級生。
稱呼櫻為「櫻前輩」。
真田朱里（配音：－／花澤香菜）
BERSERK的勁敵團體「雅」的社長兼頂尖摔角手。惠怜奈的師父。
藍色美洲豹（配音: －／花澤香菜、阿澄佳奈）
謎一般的幪面摔角手，真面目分別是真田朱里和宮澤惠怜奈。

## 單行本
| 冊數 | Earth Star Entertainment | Earth Star Entertainment | 台灣東販       | 台灣東販               |
| 冊數 | 初版發行日期             | ISBN                     | 初版發行日期   | ISBN                   |
| ---- | ------------------------ | ------------------------ | -------------- | ---------------------- |
| 1    | 2011年10月12日           | ISBN 978-4-8030-0281-2   | 2012年12月27日 | ISBN 978-986-251-932-5 |
| 2    | 2012年4月12日            | ISBN 978-4-8030-0329-1   | 2013年9月27日  | ISBN 978-986-331-161-4 |
| 3    | 2013年4月12日            | ISBN 978-4-8030-0430-4   | 2014年7月27日  | ISBN 978-986-331-422-6 |
| 4    | 2013年9月12日            | ISBN 978-4-8030-0503-5   |                |                        |
| 5    | 2013年12月12日           | ISBN 978-4-8030-0517-2   |                |                        |

## 電視動畫
2013年10月至12月在AT-X、TOKYO MX及讀賣電視台首播。全12話。

### 製作人員
- 原作：ESE
- 導演：久城凜音（日语：久城りおん）
- 劇本統籌：兵頭一步
- 人物設定：鈴真
- 總作畫監督：櫻井正明、羽野廣範
- 動作監修：宇佐美皓一
- 道具設計：宮川治雄
- 美術監督：前田實
- 色彩設定：三笠修
- 攝影監督：淺川茂輝
- 剪輯：瀨山武司（日语：瀬山武司）
- 音響監督：清水勝則（日语：清水勝則）
- 音樂：小林香菜&近藤由紀夫（日语：東京バナナボーイズ）（MOKA☆）
- 音樂製作人：幕内和博
- 製片：GENCO
- 製作人：後藤裕、龜井博之、町田有也、大城博章、高橋伸一、松尾光廣、角田博昭、新宿五郎、兼田健一郎（日语：兼田健一郎）
- 製作製片人：小澤一由
- 動畫製作：Arms
- 製作：我要成為世界最強偶像製作委員會（Earth Star Entertainment、Assist、TSUTAYA、AT-X、Assist、GENCO、YTE、DAX International、大阪放送）

### 主題曲
片頭曲

作詞：ENA☆，作曲：奧井康介，編曲：中山真斗，主唱：鳴海杏子
片尾曲
「Fan Fanfare!!!」
作詞： ，作曲：eba、和寅，編曲：eba
主唱：Sweet Diva〈萩原櫻（竹達彩奈）、宮澤惠怜奈（阿澄佳奈）、菅野七海（大坪由佳）、望月悠步（伊藤美來）、早瀨愛華（雨宮天）〉
（第8話）
作詞：稻葉 ，作曲：大井翔平，編曲：yamazo，主唱：鳴海杏子

### 各話列表
| 話數   | 日文標題 | 中文標題           | 劇本     | 分鏡     | 演出     | 作畫監督                                                                 |
| ------ | -------- | ------------------ | -------- | -------- | -------- | ------------------------------------------------------------------------ |
| 第1話  |          | 偶像摔角選手誕生！ | 兵頭一步 | 久城凜音 | 中川聰   | 金二星                                                                   |
| 第2話  |          | 職業出道戰！       | 兵頭一步 | 小寺勝之 | 松本正幸 | 島田英明 服部憲知                                                        |
| 第3話  |          | 放棄！             | 兵頭一步 | 小林一三 | 淺利藤彰 | Kim E Seong                                                              |
| 第4話  |          | 這就是職業摔角！   | 兵頭一步 | 土河紀夏 | 清水明   | 內原茂 金久保典江                                                        |
| 第5話  |          | 決戰前夜！         | 兵頭一步 | 小寺勝之 | 粟井重紀 | 林蔡德                                                                   |
| 第6話  |          | 復仇賽             | 兵頭一步 | 山本天志 | 山本天志 | 吉岡敏幸、Eum Ik Hyun Park Myeong Hun Park Chang Hwan                    |
| 第7話  |          | 世界冠軍來到日本！ | 兵頭一步 | 小寺勝之 | 西村博昭 | 藤田正幸、相板直樹 藤原利惠                                              |
| 第8話  |          | 世界級的實力！     | 兵頭一步 | 駒井一也 | 松本正幸 | 島田英明、福部憲知 內原茂                                                |
| 第9話  |          | 驚異的新人！       | 兵頭一步 | 小寺勝之 | 高田淳   | Hong Bum Suk Han Seung Gin                                               |
| 第10話 |          | 櫻的宿命！         | 兵頭一步 | 清水明   | 清水明   | 櫻場天壽、吉岡敏幸 榧場忠一郎、竹內昭                                    |
| 第11話 |          | 純潔的靈魂！       | 兵頭一步 | 土河紀夏 | 松本正幸 | 相板直樹、佐藤道雄 藤原利惠                                              |
| 第12話 |          | 前往世界！         | 兵頭一步 | 小寺勝之 | 山本天志 | Eum Ik Hyun、Park Myeong Hun Park Chang Hwan、Chum Bum Chul Shin Hey Ran |

### 播放電視台
日本深夜動畫：下文記載的日本国内播放時間使用日本標準時間（UTC+9）表示。因為部分時間标识會採用30小时制，因此請留意这类超过24:00的时间，其實際播放時間為翌日清晨。
| 播放地區   | 播放電視台   | 播放日期                 | 播放時間（UTC+9）          | 所屬聯播網 | 備註                                 |
| ---------- | ------------ | ------------------------ | -------------------------- | ---------- | ------------------------------------ |
| 日本全國   | AT-X         | 2013年10月6日－12月22日  | 星期日 20時30分 - 21時00分 | 衛星電視   | 製作委員會方式參與                   |
| 東京都     | TOKYO MX     | 2013年10月6日－12月22日  | 星期日 22時00分－22時30分  | 獨立UHF局  |                                      |
| 近畿廣域圈 | 讀賣電視台   | 2013年10月7日－12月23日  | 星期一 26時42分－27時12分  | 日本電視網 | MANPA 第3部                          |
| 日本全國   | niconico頻道 | 2013年10月8日－12月24日  | 星期二 10時00分 更新       | 網路電視   | 「世界強頻道」內 最新話在1週之內免費 |
| 日本全國   | D動畫商城    | 2013年11月19日－12月24日 | 星期二 12時00分 更新       | 網路電視   | 第1話－第7話於11月19日同時上架       |

| 播放地區 | 播放電視台 | 播放日期                 | 播放時間（UTC+9） | 所屬聯播網 | 備註                                                                       |
| -------- | ---------- | ------------------------ | ----------------- | ---------- | -------------------------------------------------------------------------- |
| 韓國     | ANIPLUS    | 2013年10月18日－12月27日 | 每週五 更新       | 網路電視   | 未滿19歳不得觀賞 可設定字幕顯示（韓語顯示） 第1話和第2話於10月18日同時上架 |

### BD／DVD
| 卷數 | 發行日期       | 收錄話         | 規格編號 | 規格編號 |
| 卷數 | 發行日期       | 收錄話         | BD       | DVD      |
| ---- | -------------- | -------------- | -------- | -------- |
| 1    | 2013年12月12日 | 第1話～第2話   | EAAB-005 | EAAD-004 |
| 2    | 2014年1月11日  | 第3話～第4話   | EAAB-006 | EAAD-005 |
| 3    | 2014年2月12日  | 第5話～第6話   | EAAB-007 | EAAD-006 |
| 4    | 2014年3月12日  | 第7話～第8話   | EAAB-008 | EAAD-007 |
| 5    | 2014年4月12日  | 第9話～第10話  | EAAB-009 | EAAD-008 |
| 6    | 2014年5月12日  | 第11話～第12話 | EAAB-010 | EAAD-009 |
| BOX  | 2017年7月21日  | 第1話～第12話  | －       | SMID-005 |

### 影像特典
收錄在BD／DVD各卷（但是出租版未收錄）。內容為電視未播出的短篇原創動畫。
| 卷數  | 日文標題   | 劇本       | 分鏡     | 演出     | 總作畫監督 | 作畫監督           |
| ----- | ---------- | ---------- | -------- | -------- | ---------- | ------------------ |
| 第1話 |            | 大久保昌弘 | 西島克彥 | 清水明   | 羽野廣範   | Kwon Yong Sang     |
| 第2話 |            | 大久保昌弘 | 西島克彥 | 清水明   | 羽野廣範   | Kwon Yong Sang     |
| 第3話 | 熱湯風呂！ | 大久保昌弘 | 西島克彥 | 清水明   | 羽野廣範   | Kwon Yong Sang     |
| 第4話 |            | 大久保昌弘 | 小寺勝之 | 松本正幸 | 櫻井正明   | Chang Bum Chul     |
| 第5話 |            | 大久保昌弘 | 小寺勝之 | 松本正幸 | 櫻井正明   | Kim Min Kim hyo En |
| 第6話 |            | 大久保昌弘 | 小寺勝之 | 松本正幸 | 櫻井正明   | Kim Song Jeong     |

### 廣播
以《SweetDiva的我要成為世界最強廣播（日语：SweetDivaの世界でいちばん強いラジオになりたい！）》為標題，2013年10月5日至2014年2月1日在大阪電台播出。於HiBiKi Radio Station和niconico頻道進行網路配信。主持人由菅野七海的聲優大坪由佳、望月悠步的聲優伊藤美來、早瀨愛華的聲優雨宮天共3位擔任。
| 播放地區   | 播放電台             | 播放日期                     | 播放時間                  | 所屬聯播網 | 備註                                              |
| ---------- | -------------------- | ---------------------------- | ------------------------- | ---------- | ------------------------------------------------- |
| 近畿廣域圈 | 大阪電台             | 2013年10月4日－2014年1月31日 | 星期五 24時30分－25時00分 | NRN        | （電視動畫）製作委員會方式參與 1314 V-STATION時段 |
| 日本全國   | HiBiKi Radio Station | 2013年10月4日－2014年1月31日 | 星期六 更新               | 網路配信   |                                                   |
| 日本全國   | Niconico頻道         | 2013年10月4日－2014年1月31日 | 星期六 更新               | 網路配信   | 「世界強頻道」內 「大阪電台頻道」內               |

## 腳註

### 資料來源
1. ↑  Earth Star Entertainment的簡稱。
2. ↑  Loo, Egan. . Anime News Network. April 1, 2013  [June 9, 2013]. （原始内容存档于2019-06-05）.
3. ↑  . ZAKZAK「Anime☆Game」（株式會社SCOOP MUSIC）. 2011-03-02  [2017-02-21]. （原始内容存档于2011-09-18） （日语）.
4. ↑  . Anigema（livedoor）. 2011-10-13  [2017-02-21]. （原始内容存档于2016-03-04） （日语）.
5. ↑  . 帳「☆」（株式會社）. 2011-10-06  [2017-02-21]. （原始内容存档于2020-11-23） （日语）.
6. ↑  . AKB通信（株式會社）. 2011-10-11  [2017-02-21]. （原始内容存档于2014-11-09） （日语）.
7. ↑  . 我要成為世界最強偶像（世界強）官方部落格. 2012-05-08  [2017-02-21]. （原始内容存档于2014-08-21） （日语）.
8. ↑  .  ANIME NEWS NETWORK. 2011-09-29  [2017-02-21]. （原始内容存档于2021-01-25） （英语）.
9. ↑  . 我要成為世界最強偶像（世界強）官方部落格. 2013-03-31  [2017-02-21]. （原始内容存档于2014-08-21） （日语）.

## 外部連結
- 博客來：我要成為世界最強偶像 2 （页面存档备份，存于）（繁體中文）
- 【動畫】想成為世界第一強！－巴哈姆特 （页面存档备份，存于）（繁體中文）

- 我要成為世界最強偶像｜連載作品｜Comic Earth Star ONLINE官網 （日語）
- 『我要成為世界最強偶像（世界強）』官方部落格 （日語）
- 電視動畫『我要成為世界最強偶像』官方網站 （页面存档备份，存于） （日語）
- 我要成為世界最強偶像｜讀賣電視台 （页面存档备份，存于） （日語）
- 我要成為世界最強偶像（世界強）的X（前Twitter） （日語）
- Nicovideo頻道『世界強頻道』官網 （页面存档备份，存于） （日語）
- 我要成为世界最强偶像－迅雷看看 （页面存档备份，存于） （简体中文）